# ナイジェル・マーティン
アントニー・ナイジェル・マーティン（Antony Nigel Martyn, 1966年8月11日 - ）はイングランド・コーンウォール出身の元同国代表サッカー選手。現在はブラッドフォード・シティでGKコーチを務める。

## 経歴
1992年にイングランド代表デビュー。出場機会は無かったが、1998 FIFAワールドカップ、2002 FIFAワールドカップのメンバーにも選ばれた。2002年までに23試合に出場した。

## 所属クラブ
- ブリストル・ローヴァーズFC 1987-1989
- クリスタル・パレスFC 1989-1996
- リーズ・ユナイテッドAFC 1996-2003
- エヴァートンFC 2003-2006

## 代表歴

### 出場大会
- イングランド代表
  - 1998 FIFAワールドカップ
  - 2002 FIFAワールドカップ

### 試合数
- 国際Aマッチ 23試合 0得点（1992年-2002年）[2]

| イングランド代表 | 国際Aマッチ | 国際Aマッチ |
| 年               | 出場        | 得点        |
| ---------------- | ----------- | ----------- |
| 1992             | 2           | 0           |
| 1993             | 1           | 0           |
| 1994             | 0           | 0           |
| 1995             | 0           | 0           |
| 1996             | 0           | 0           |
| 1997             | 2           | 0           |
| 1998             | 3           | 0           |
| 1999             | 4           | 0           |
| 2000             | 2           | 0           |
| 2001             | 5           | 0           |
| 2002             | 4           | 0           |
| 通算             | 23          | 0           |

## 指導歴
- ブラッドフォード・シティAFC コーチ 2007-